# Disciphania tessmannii
Disciphania tessmannii là một loài thực vật có hoa trong họ Biển bức cát. Loài này được Diels mô tả khoa học đầu tiên năm 1924.